# Goffredo Cognetti
Goffredo Cognetti (Napoli, 7 gennaio 1855 – Castiglioncello, 1943) è stato uno scrittore e pittore italiano, che ha dedicato molte sue opere letterarie alla sua città natia.
Fu ufficiale dell'esercito italiano per poi dedicare la vita all'arte e alla pittura.
Come pittore appartenne alla corrente Postmacchiaioli e fu un membro fondatore, assieme al consuocero Tito Cavagnaro, del Gruppo Labronico.

## Opere letterarie
- Mala vita, opera verista realizzata con Salvatore Di Giacomo, sulla quale fu basata Mala vita.
- Scene popolari napoletane (1889) sulla quale l'opera A Santa Lucia è stata basata.
- O voto 1889 sulla quale l'opera A basso porto è stata realizzata.